# April 2012
Dit artikel geeft een chronologisch overzicht van belangrijke gebeurtenissen per dag in de maand april van het jaar 2012.

## Gebeurtenissen

### 1 april
- In Mali melden Toeareg-rebellen dat ze de stad Timboektoe veroverd hebben. Nadat ze een dag eerder al Gao hebben veroverd, is daarmee het gehele door de rebellen geclaimde noorden van Mali in hun handen.
- In Myanmar verovert oppositieleider Aung San Suu Kyi bij verkiezingen een zetel in het parlement. Haar partij, de Nationale Liga voor Democratie, kan rekenen op zeker 40 van de 45 zetels waarvoor gestemd kon worden. (Lees verder)
- Sinds vandaag voert Andorra officieel de Euro als munteenheid.[1]

### 2 april
- Net na het opstijgen van de luchthaven van het Russische Tjoemen stort een ATR 72 van de lokale luchtvaartmaatschappij UTair Aviation neer. Van de 43 inzittenden overleven er 31 de crash niet. Het toestel had als bestemming de luchthaven van Soergoet in Chanto-Mansië.
- De Friesland Bank wordt per direct overgenomen door de Rabobank. Zelfstandig voortbestaan was niet meer mogelijk. De overgenomen bank gaat (voorlopig) verder als dochteronderneming van de Rabobank.

### 4 april
- Als gevolg van een brand in Rotterdam raakt het telefoon- en internetverkeer van vele honderdduizenden klanten van Vodafone in de zuidelijke Randstad vijf dagen ontregeld.

### 5 april
- Start van de Floriade in Venlo.
- UNESCO maakt bekend dat het wrak van de deze maand een eeuw geleden gezonken Titanic op de Werelderfgoedlijst komt.

### 6 april
- De noordoostelijke regio Azawad verklaart zich onafhankelijk van Mali.[2]

### 7 april
- Een 56-jarige controleur van de MIVB, de Brusselse maatschappij voor openbaar vervoer, komt om het leven ten gevolge van zware mishandeling. Het personeel van de MIVB eist en bekomt extra veiligheidsmaatregelen en besluit om over te gaan tot een staking van enkele dagen.

### 8 april
- In Espelo in Overijssel is het hoogste paasvuur ontstoken. Aan de berg met een hoogte van 45,98 meter en een omtrek van 160 meter was sinds november gewerkt. Het wereldrecord stond sinds 2005 op een paasvuur in Slovenië.

### 10 april
- Amerikaans politicus Rick Santorum schort zijn campagne op voor de Republikeinse nominatie voor het presidentschap, waarin hij de voornaamste concurrent was voor Mitt Romney.

### 11 april
- Volgens de Parlementaire enquête naar het Financieel Stelsel heeft de Nederlandse overheid in 2008 ernstige fouten gemaakt bij de redding met tientallen miljarden euro's van de banken Fortis/ABN AMRO en ING tijdens de financiële crisis. Dit blijkt uit het gepubliceerde rapport van de Commissie-De Wit.
- Voor de kust van het Indonesische eiland Sumatra vindt een aardbeving met een kracht van 8,5 à 8,7 op de schaal van Richter plaats.

### 12 april
- Muitende soldaten nemen de macht over in Bissau, de hoofdstad van Guinee-Bissau.
- Onderzoekers van de TU in Delft melden de waarneming van een nieuw quasideeltje: een groep van elektronen en elektronengaten. Het gedraagt zich als het in 1937 door de Italiaanse natuurkundige Ettore Majorana uit de kwantummechanica voorspelde elementaire Majorana-deeltje.

### 13 april
- Noord-Korea lanceert een ballistische raket, die spoedig in de Gele Zee stort. De mislukte lancering is volgens het bewind in Pyongyang een onderdeel van de viering van de honderdste geboortedag van 'Eeuwig President van de Republiek' Kim Il-sung.

### 15 april
- De Ethiopische langeafstandsloper Yemane Tsegay is met 2:04.48 de snelste in de 32e editie van de marathon van Rotterdam. Bij de vrouwen zegeviert zijn landgenote Tiki Gelana in een tijd van 2:18.58, goed voor een nieuw parcours- en nationaal record.

### 17 april
- De Belgische regering bereikt een akkoord om justitie te hervormen. Het aantal gerechtelijk arrondissementen wordt verminderd van 27 naar twaalf en deze vallen voortaan samen met de tien provincies, het gewest Brussel en Duitstalig België.
- President Abdullah Gül van Turkije begint een driedaags staatsbezoek aan Nederland.

### 18 april
- Japanse wetenschappers slagen erin op een kale muis levend mensenhaar te laten groeien met haarstamcellen die onder de huid van de muis werden getransplanteerd.

### 20 april
- Vlucht 213 met een Boeing 737 van de Pakistaanse maatschappij Bhoja Air crasht in slecht weer op het dorp Hussain Abad, dicht bij de luchthaven Benazir Bhutto International van Islamabad. 127 mensen komen om het leven.

### 21 april
- Tussen station Amsterdam Centraal en Sloterdijk botsen twee treinen frontaal op elkaar. Er vallen 42 zwaargewonden (van wie er 1 de volgende dag overlijdt) en 75 lichtgewonden. (Lees verder)
- In Nederland mislukken onderhandelingen over een nieuwe bezuinigingsronde, het zogenaamde Catshuisoverleg 2012. Het CDA, VVD en de PVV worden het niet eens over de miljardenbezuinigingen. PVV-leider Geert Wilders verlaat het Catshuis en stopt met het gedogen van het kabinet.

### 22 april
- In de eerste ronde van de Franse presidentsverkiezingen haalt de socialist François Hollande (PS) een voorsprong van circa twee procent op zittend president Nicolas Sarkozy van de centrumrechtse UMP, die eveneens doorgaat naar de tweede ronde. Marine Le Pen van het extreemrechtse FN wordt derde met 17,90% van de stemmen. (Lees verder)

### 23 april
- In Nederland valt het kabinet-Rutte I. Mark Rutte biedt zijn ontslag aan bij koningin Beatrix.

### 26 april
- Voormalig president van Liberia Charles Taylor wordt schuldig bevonden aan oorlogsmisdaden tijdens de burgeroorlog in Sierra Leone.

### 30 april
- Koningin Beatrix bezoekt de Utrechtse gemeenten Rhenen en Veenendaal tijdens Koninginnedag.

## Overleden
<< · januari · februari · maart · april · mei · juni · juli · augustus · september · oktober · november · december · >>